# Soloviovo
Pour les articles homonymes, voir Taipale.
Soloviovo (en russe : Соловьёво), (jusqu'en 1948 finnois : Taïpale, en russe : Тайпале), est un village de Russie, situé sur les bords du lac Ladoga dans l'isthme de Carélie, à environ 100 kilomètres au sud-est de la frontière finlandaise telle que redéfinie après la guerre d'Hiver. 
Le bras est de la rivière Vuoksi, la Bournaïa, s'y jette dans le lac Ladoga.
De nos jours, l'isthme de Carélie fait partie de l'oblast de Léningrad, un des sujets fédéraux de Russie.

## Histoire
Pendant la guerre d'Hiver, Taïpale était située sur la ligne Mannerheim, à environ 20 kilomètres de la frontière avec l'Union soviétique. Il faisait partie de la commune de Metsäpirtti. Ce village devint célèbre du fait des terribles combats qui s'y déroulèrent durant l'hiver 1939-1940, qui virent les Finlandais résister et tenir le village jusqu'à la fin du conflit, au prix de lourdes pertes des deux côtés. Après le traité de Moscou de 1940, la totalité de l'isthme carélien dut être évacué en hâte par les Finlandais défaits.
Le nom de Taïpale évoque aujourd'hui encore, tant en Russie qu'en Finlande, une grande tragédie humaine, et le souvenir de nombreux hommes tombés lors de combats acharnés.